# West Coast Live
West coast live è un album realizzato dal ProjeKct Four, progetto parallelo dei King Crimson, nel 1999.
Questo album fa parte del cofanetto The ProjeKcts, che documenta l'attività live dei 4 progetto parallelo dei King Crimson.

## Tracce
Tutte le tracce sono state scritte dal ProjeKct Four
1. Ghost (Part 1) - 9:14
2. Ghost (Part 1) - 4:07
3. Ghost (Part 1) - 5:55
4. Ghost (Part 1) - 5:06
5. Deception of the Thrush - 7:12
6. Hindu Fizz - 4:46
7. ProjeKction - 5:29
8. Ghost (Part 2) - 1:39
9. Ghost (Part 2) - 2:43
10. Ghost (Part 2) - 3:53
11. Ghost (Part 2) - 1:48
12. Ghost (Part 2) - 4:57

## Formazione
- Robert Fripp - chitarra
- Trey Gunn - warr guitar
- Tony Levin - basso elettrico, stick bass
- Pat Mastelotto - batteria elettronica